# 哈尔福德·麦金德

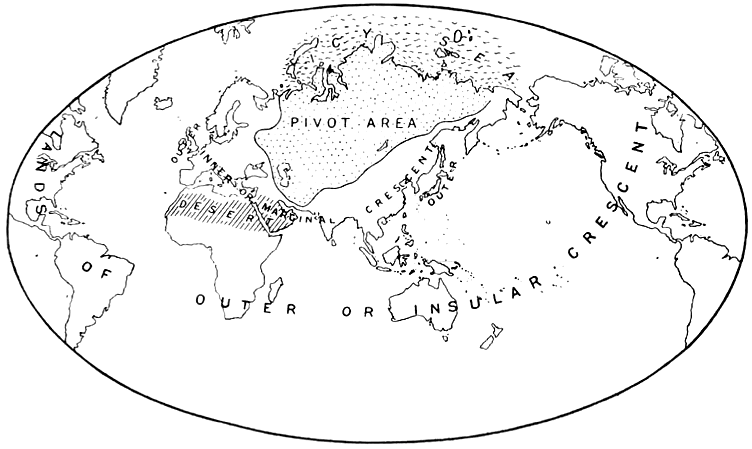
「世界島」與「心臟地帶」理論

哈尔福德·约翰·麥金德爵士（Sir Halford John Mackinder，1861年2月15日—1947年3月6日），英國地理學家、政治學家及經濟學家，於地緣政治學界享負盛名。

## 生涯
他的父親是一位醫生。麥金德曾在出生地根斯堡的伊莉莎白女王語法學院（現在的伊莉莎白女王高中）、埃普索姆學院和牛津大學基督堂學院上學。在牛津大學時於亨利·諾蒂奇·莫斯利的指導下學習動物學。後來又對歷史產生了興趣。1883年擔任牛津辯論社社長。 同年獲得生物學學位，次年獲現代歷史學位。
在加入英國皇家地理學會之後，他在第一篇主要論文〈來自地理學的視野與方法論〉（On the Scope and Methods of Geography）中說：「政治問題要靠實地探索得到的結果來決定。」也就是說地理情勢會決定國家情勢。在這篇論文中麥金德表現了四項觀點：
1. 地理對國家的影響可從歷史中找尋
2. 世界的輪廓已經被描出
3. 世界有陸權與海權兩種不同征服國家
4. 科技的進步已提供實現大型現代國家的機會

這就是他後來的「世界島」與「心臟地帶」理論的基礎。
在1902年的《不列顛和不列顛海》(Britain and the British Seas)書中，麥金德指出英國強大的海權，是來自全世界海洋是相連的這個地理現實。他也在書中擔憂這個海洋強權，以及世界的自由將會受到陸權的威脅。這是他後來理論的訴求。

## 思想

### 《歷史的地理樞紐》
在1904年英國皇家地理學會的倫敦大會上，麥金德宣讀他的論文《历史的地理枢纽》，文中他以其對地形地貌的深刻了解，將世界劃分為樞紐地帶、內新月地帶以及外新月地帶。在文中他的論證要點，在於雖然近代歐洲透過海權而掌握優勢，但是歐亞大陸上的傳統陸權國家仍是不可忽視。甚至因為陸權國家的所在位置為海上船艦所不可及之處，而具有威脅海權國家的可能性。而所謂的樞紐地帶，就是在歐亞大陸中北部，受到高山或近北極寒冷冰原保護的區域。麥金德並未在文中明確指出樞紐地帶中所涵括的國家，但從他在文中所繪的地圖中，可以看得出來樞紐地帶主要座落在今日的俄國及中亞地帶，也包括蒙古、伊朗、巴基斯坦及部分中國領土。
麥金德在本文中所提出將來可能利用樞紐地帶打擊西歐海權國家的潛在"組織者"，是俄國以及德國。一戰結束後，1919年，麥金德有感於世界大戰的發生，驗證了它早前的學說，於是再以之前的理論為基礎，以《民主的理想與現實》 一書，進一步將樞紐地帶的重要性，發展成為後世所著稱的「心臟地帶理論」。作為與馬漢的「海權論」相對而齊名的理論，麥金德的理論對當代的战略學說有極大的影響力，但到了1939年，因為德國地緣政治學家以相當近似麥金德的理論作為納粹政權對外擴張侵略的理論基礎，麥金德的理論被貼上意識形態標籤後，開始被刻意忽視。但後來其理論藉由美國耶魯教授史匹克曼等人的努力而持續影響世界強權的外交政策多年。

#### 「世界島」
《歷史的地理樞紐》在開頭過後開始描述麥金德的世界。這個世界是這樣組成的：
1. 涵蓋地球3/4面積的同一個海洋
2. 相連的歐洲、亞洲、非洲組成的「世界島」
3. 美洲、澳洲、日本與英倫列島等幾個較小的島嶼

而「世界島」又可分為六個區域：歐洲沿岸地帶（西歐與中歐）、季風亞洲或沿岸地帶（印度、中國、東南亞、韓國、東西伯利亞）、阿拉伯半島、北非、撒哈拉以南的非洲，以及最重要的心臟地帶。它們像一個海島一樣集中在海洋的一塊。
然後麥金德開始從歷史介紹「世界島」的地形對美國的意義。在歷史上海島海洋強權與大陸陸地強權交戰多次，互有輸贏。當一個大陸強權在陸地不受其他挑戰，並且擁有足夠資源時以建造艦隊時，就足以擊敗海島海洋強權。沒有這兩項條件，海島海洋強權就能勝過陸地強權。例如在英國與拿破崙統治的法國交戰時，法國受到東邊的俄國挑戰，使法國無法利用大陸資源，因此英國能戰勝法國。
麥金德呼籲世人不可再將歐亞非分開看待。而第一次世界大戰牽連的廣泛更證明，也許在一戰之間就會出現統一歐亞非大陸的強權，而「世界的自由也會受到威脅」。
麥金德接下來說他要建立地理歸納與歷史歸納的關係。他先談地理。歐亞大陸中心和北方有一塊九百萬平方英里的區域，沒有通海的水路，卻適合陸地交通。這就是「心臟地帶」。它的東方和南方則是幾塊新月形的邊緣區域，是航海者能夠接觸的。
他又談到歷史。5到16世紀之間，一支又一支的遊牧民族（如匈奴、突厥民族、蒙古民族）從中亞來威脅半月形邊緣地區（如歐洲、中東、南亞、中國、東南亞、日本）。但是15世紀末開始，歐洲的航海者開始用海權包圍中亞陸地強權，從此逆轉了歐亞的強弱關係。
他接著指出隨著歐洲在海外發展，俄國同時也在東歐與中亞向西向南擴張，取得含有廣大人口與豐富天然資源的土地。當歐亞大陸上布滿鐵路網，俄國就會有更好的交通活動能力以及更廣的政治力範圍。

#### 「世界島」與心臟地帶
《歷史的地理樞紐》在敘述完「世界島」之後，接下來從地理學解說「世界島」上心臟地帶的重要性。心臟地帶是「世界島」上最有戰略意義的地理特徵。麥金德將心臟地帶形容為一片位於歐亞大陸中央與北方的大平原，範圍是從伏尔加河到長江，從喜馬拉雅山脈到北極。這個區域北方海岸結冰又平直，南方海岸陡峭，區內的大河（勒拿河、鄂毕河、伏尔加河、乌拉尔河、葉尼塞河）都不入海洋。因此海洋勢力無法介入。而心臟地帶還有一個大型低地平原，形成「一條從西伯利亞通往歐洲的大道」，很適合有高交通運動能力的陸地強權。
這些地區資源豐富且遠離海洋的世界經濟樞紐區。哪個強國能夠控制這個地區，便能夠成為陸地強權。而一個大陸強權在陸地不受其他挑戰，並且擁有足夠資源建造艦隊時，便足以擊敗海洋強權。而「心臟地帶」理論同時指出，沒有這兩項條件，海洋強權便能勝過陸地強權。如果海洋強權要壓抑大陸強權的崛起，便需要從「世界島」的兩端海岸遏制大陸強權的出海口。
麥金德又用歷史來說明心臟地帶的重要性。匈奴等從5世紀開始就不斷從心臟地帶外擴，威脅歐洲與亞洲的海岸地帶。但是除了蒙古離目標較接近以外，這些民族沒有足夠的人力與組織來征服整個「世界島」。但是現代化的兩大發展：增加的人口與橫跨大陸運輸系統（如鐵路、汽車等）將會威脅海權與陸權的既有平衡，而形成重大改變。
然後他提出自己的理論。他將世界如此劃分：歐亞大陸中心和北方的心臟地帶就是「樞紐區域」。緊鄰樞紐區域的是德國，奧地利，土耳其，印度和中國，這個區域稱為「內新月地帶」。而被海洋隔離孤立的英國，南非，澳洲，美國，加拿大，日本等國家則是位於「外新月地帶」。
他認為掌握「樞紐區域」的國家將會不斷強盛，能夠擴張到歐亞大陸的邊緣地帶，然後就能動員豐富的大陸資源來建造艦隊，成為海上與陸上都強大的強權。麥金德提出意見認為只要俄德聯盟，或是中日聯盟（加上日本侵略的俄國領域），就可結合接海與大陸資源這兩項強國地理條件，產生一個海陸皆強的世界強權。
雖然此文的地理學意識很強，在文章結尾，他卻避開了地理決定世界局勢的結論。他說真正的權力平衡都是結合地理與人類因素的產物。
這篇文章被英語世界冷落。直到二次大戰英美才重新重視這篇文章。

### 《民主的理想與現實》
第一次世界大戰結束後不久，1918年，他寫了《民主的理想与现实》一書，擴充「樞紐區域」理論，加入海上人民和陆上人民對民主的观点。
在這本書的開頭，他再次強調地理學對歷史與全球政治研究的重要性。他說地理學的事實可以由地理特徵對歷史事件造成的影響來評估。他也再重申世界局勢的緊密連結，使得人類的一舉一動都會有全球的反應與再反應。

#### 一次大戰
《民主的理想與現實》的最後關切第一次大戰後的協約與重建。參與凡爾賽條約的國家領導人物沒有建設出一個東歐的有效安全體系，麥金德擔心西方民主國家：「我們的後代免不了要再為心臟地帶的爭奪而備戰」。麥金德也回應了其他兩種樂觀觀點：一是，一次大戰的慘敗會讓德國的野心退卻，但麥金德認為未來的和平不能託付在任何國家的心態變化；二是國聯能夠維護和平，但麥金德不認為如此。
書中描述自拿破崙戰敗後，英國就努力要圍堵俄國的陸權，直到1871年德意志帝國崛起。此後，英國的努力就轉移到德國上，直到一次大戰。而對麥金德來說，一次大戰對戰略學最大的意義就是德國幾乎成功征服東歐與心臟地帶。要是德國能一面和英法維持和平，一面全力東擴，美國與英國可能都不會注意到心臟地帶已經被掌握。英國的政策從「大博弈」(The great game) 時期與俄國沙皇競爭，到第一次大戰與德國競爭，政策一直都是要避免心臟地帶落入陸地強權之手。麥金德為這個戰略觀察下了名言：「得東歐者得『心臟地帶』；得『心臟地帶』者得『世界島』；得『世界島』者得天下」。
麥金德為東歐問題提議了一個解法：應該在德國與俄國之間成立許多獨立國家，以形成一堵從黑海延伸到波羅的海的牆。即邊境國(border states)策略而這個德國與俄國的緩衝區一定要接海，並且能由「外部國家」（即英美）支援。否則東歐的權力真空狀態將再次引起歐亞霸權爭奪戰。

#### 回應
此書在英語世界並不受重視。反而是德國豪斯霍弗爾將軍非常重視這本書。直到二次大戰，德國與蘇聯的結盟，以及德國之後的背盟，才引起美國對此書的重視。1941年和1942年，新聞週刊、 讀者文摘，還有生活雜誌都提到了他的文章。1942年，這本書重印，而外交事務期刊的編輯則請麥金德再為「世界島」理論寫一篇文章。

## 作品列表
- 〈來自地理學的視野與方法論〉(On the Scope and Methods of Geography)[9]，1887
- 《University extension: has it a future?》[10]，1890
- 〈The Physical Basis of Political Geography （页面存档备份，存于）〉，1890
- 〈A Journey to the Summit of Mount Kenya, British East Africa （页面存档备份，存于）〉，1900
- 《不列顛和不列顛海》(Britain and the British Seas)[11]，1902.
- 《歷史的地理樞紐》(The geographical pivot of history （页面存档备份，存于）)，1904
- 《Man-Power as a Measure of National and Imperial Strength》[12]，1905.
- 《Our Own Islands: An Elementary Study in Geography》[13]，1907
- 《The Rhine: Its Valley & History》[14]，1908.
- 《印度八講》（Eight Lectures on India）[15]，1910.
- 《The Modern British State: An Introduction to the Study of Civics》[16]，1914.
- 《民主的理想與現實》（Democratic Ideals and Reality: A Study in the Politics of Reconstruction），1918

## 外部連結
- Francis P. Sempa. .   [2006-04-18]. （原始内容存档于2018-10-31）.：介紹麥金德經歷與兩部主要著作。
- 李文志. . 東吳政治學報 (東吳大學). 2001-05-03, (13)  [2005-02-16]. （原始内容存档于2005-02-16）.
- . （原始内容存档于2020-08-20）.
- . thinking0510新浪博客. （原始内容存档于2016-04-08）.